# Ellen Oléria
Ellen Oléria (Brasilia, 12 de noviembre de 1982) es una cantautora, música, y actriz brasileña.

## Carrera

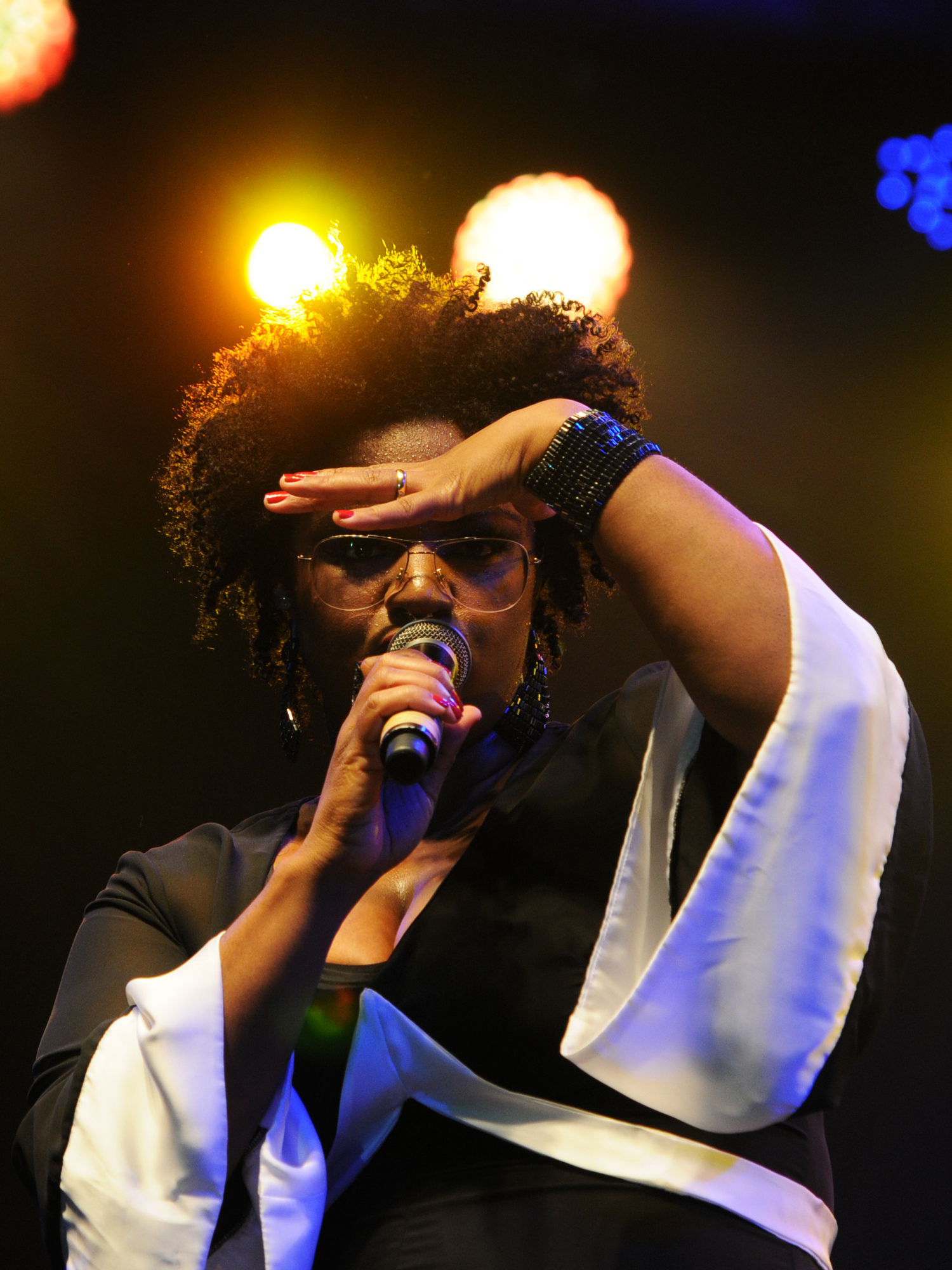
Ellen en la fiesta de celebración de la llama olímpica en Brasilia

Nació en Brasilia y fue criada en Chaparral (región de Taguatinga). Inicialmente estaba más interesada en tocar la guitarra. Comenzó a cantar en el coro de la iglesia, por influencia de los padres. Empezó su carrera de cantante a los 16 años. Entre 2002 y 2007 estudió artes escénicas en la Universidad de Brasilia.
En las canciones de su autoría ―en las que escribe letra y música― mezcla bossa nova, funk, hip-hop, MPB (música popular brasileña), samba y soul. Participó en los shows de varios artistas, como Chico César, Ney Matogrosso, Margareth Menezes, Lenine, Paulinho Moska, Milton Nascimento, Sandra de Sá (con quien compartió el escenario en las conmemoraciones del aniversario de los 50 años de Brasilia).
Participó en el DVD conmemorativo de los 25 años de carrera del rapero GOG, Cartão postal bomba!, y en el álbum Aviso às gerações en la canción «Carta à Mãe África». Participó también del CD Tomo um do oráculo universal das constantes inconstâncias pessoais do pessoal, de la banda Radio Casual.

Canto o universo de uma negra, lésbica, criada no Chaparral, região entre Taguatinga y Ceilândia.
Yo canto el universo de una negra, lesbiana, criada en el Chaparral (región entre Taguatinga y Ceilandia.
Ellen Oléria

## Pret.utu
Desde 2005, Ellen Oléria se presenta frecuentemente junto a la banda Pret.utu, con los siguientes integrantes: Pedro Martins (guitarra eléctrica y acústica), Felipe Viegas (teclados), Paula Zimbres (contrabajo), Léo Barbosa (percusión) y Célio Maciel (batería).

## Banda Soatá
Ellen Oléria participa también en la Banda Soatá, un grupo de rock alternativo y carimbó, creado en 2007, con integrantes de Brasilia y de Pará provenientes de la banda Epadu. Además de Ellen, cuenta con Jonas Santos (guitarra y composiciones), Dido Mariano (bajo eléctrico) y Lieber Rodrigues (percusión) y Riti Santiago (batería).

## «The Voice Brasil» (2012)
En 2012 fue ganadora de la primera temporada del reality show musical The Voice Brasil presentado por el canal TV Globo. En la primera prueba ciega, cantó la canción Zumbi, de Jorge Ben Jor. Fue aplaudida de pie por los cuatro jurados del programa y escogida por todos. Optó por integrar el grupo de Carlinhos Brown «por un vínculo estético y poético». Ellen ganó un premio de 500 000 reales, un contrato con la empresa grabadora Universal Music, gerenciamiento de su carrera artística, un automóvil 0 km y un show en el réveillon de la playa Copacabana (Río de Janeiro) en 2012.
| Episodio                                 | Canción (artista)                     | Resultado                                                      | Notas                                                                                     | Refs.  |
| ---------------------------------------- | ------------------------------------- | -------------------------------------------------------------- | ----------------------------------------------------------------------------------------- | ------ |
| Audiciones a ciegas, parte 1             | Zumbi (Jorge Ben Jor)                 | Los cuatro jurados giraron sus sillas                          | Ella escogió a Carlinhos Brown como técnico                                               | [ 7 ]  |
| Batallas, parte 2                        | Canto das três raças (Clara Nunes)    | Venció la batalla                                              | Batalla contra María Christina (rescatada por Lulu Santos)                                | [ 8 ]  |
| Presentaciones en vivo, parte 1          | Um móbile no furacão (Paulinho Moska) | Venció la disputa: fue la más votada por el público (46 %)     | Disputa contra Mira Callado (salvada por el técnico) y Karla da Silva (eliminada)         | [ 9 ]  |
| Presentaciones en vivo, parte 4          | María, María (Milton Nascimento)      | Venció la disputa: fue la más votada por el público (33 %)     | Disputa contra Ludmillah Anjos (salvada por el técnico), Rafah y Dani Morais (eliminados) | [ 11 ] |
| Presentaciones en vivo, semifinales      | “Jack soul brasileiro” (Lenine)       | Venció la disputa: fue la más votada por el público (42 %)     | Disputa contra Ludmillah Anjos (salvada por el técnico) y Mira Callado (eliminada)        | [ 12 ] |
| Presentaciones en vivo, finales, parte 1 | “Anunciação” (Alceu Valença)          | Venció la disputa: fue escogida por el técnico Carlinhos Brown | Disputa contra Ludmillah Anjos, que fue eliminada                                         | [ 13 ] |
| Presentaciones en vivo, finales, parte 2 | “Taj Mahal” (Jorge Ben Jor)           | Venció el programa con el 39 % de los votos                    | Disputa contra Liah Soares, María Cristina y Ju Moraes, que fueron eliminadas             | [ 1 ]  |

## Discografía

### Álbumes de estudio
- 2009: Peça
- 2013: Ellen Oléria
- 2016: Afrofuturista

### Álbumes en vivo
- 2013: Ellen Oléria e Pret.utu - Ao vivo no garagem.

## Premios
| Año  | Premio                                      | Categoría                                                                             |
| ---- | ------------------------------------------- | ------------------------------------------------------------------------------------- |
| 2003 | Festival Interno de Música Candanga (FINCA) | Mejor intérprete: Senzala (A feira da Ceilândia)                                      |
| 2004 | Festival e Música dos Correios              | Mejor intérprete: Exceções Mejor canção: Exceções                                     |
| 2005 | Prêmio SESC de Música Tom Jobim             | Mejor intérprete: Notícia brasileira                                                  |
| 2006 | Festival Interno de Música Candanga (FINCA) | Mejor música: Pedro - Falando com o reflexo                                           |
| 2006 | Festival e Música dos Correios              | Mejor intérprete: Presente mais-que-perfeito Mejor música: Presente mais-que-perfeito |
| 2006 | Prêmio SESC de Música Tom Jobim             | Mejor música: Mandala                                                                 |
| 2008 | Prêmio SESC de Música Tom Jobim             | Mejor música: Júri popular                                                            |